# Imprimatur

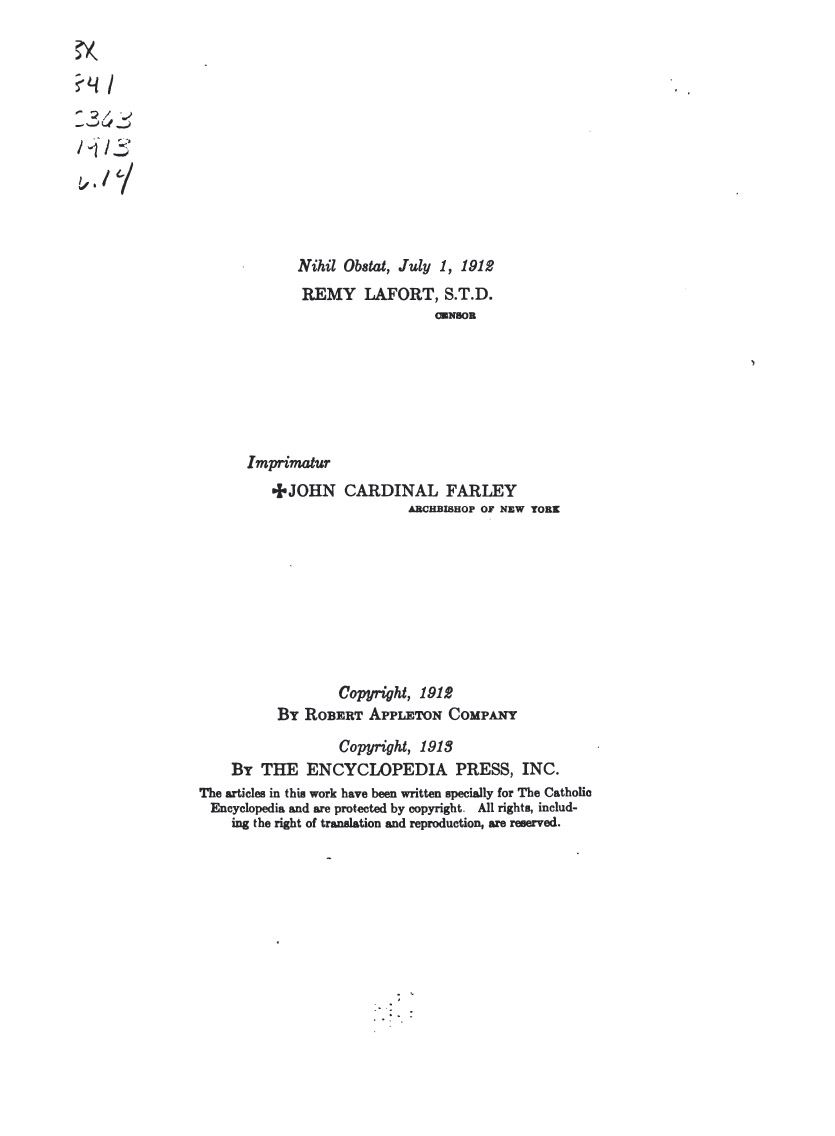
Nihil obstat, imprimatur e copyright al verso del frontespizio del volume XIV di The Catholic Encyclopedia.

La locuzione latina Imprimatur ("Si stampi") è stata e talvolta è ancora utilizzata dalla competente autorità ecclesiastica nel concedere l'autorizzazione preventiva alla stampa e alla pubblicazione di un libro. La menzione dell'imprimatur era solitamente riportata all'inizio del libro, generalmente subito dopo il frontespizio.
La locuzione Nihil obstat quominus imprimatur ("Nulla osta a che si stampi") indica invece il previo giudizio favorevole della persona incaricata di esaminare il testo ma che non possiede la facoltà di accordare l'autorizzazione di stampare.

## Origine
Tale pratica di censura preventiva della stampa fu codificata definitivamente il 4 maggio 1515 dalla bolla Inter Sollicitudines, emanata durante il V Concilio Lateranense rielaborando un'idea precedentemente espressa nel 1487 da Innocenzo VIII con la bolla Inter multiplices. Nessun cattolico era comunque obbligato a richiedere tale autorizzazione. Erano tenuti a farlo solo i fedeli che intendevano pubblicare saggi sulla morale e la fede. Inoltre, se un libro non otteneva l'imprimatur, non per questo ne veniva bloccata la stampa.
Le autorità preposte (solitamente il vescovo o altri in sua vece) all'autorizzazione e al controllo e le misure repressive (dapprima consistenti nel rogo dei libri non autorizzati, in multe o nella sospensione delle attività per gli stampatori), variarono nel corso della storia della Chiesa.

## Uso odierno
L'imprimatur ecclesiastico viene concesso solamente su richiesta dell'autore o dell'editore. Significa che la pubblicazione è immune da errori circa la fede cattolica e i costumi, ma non che il concedente condivida le opinioni in essa espresse.
L'autorizzazione alla stampa spetta sempre all'Ordinario locale (nella maggioranza dei casi, il vescovo) o dell'autore o del luogo di pubblicazione dell'opera.